# Sophie Lavaux

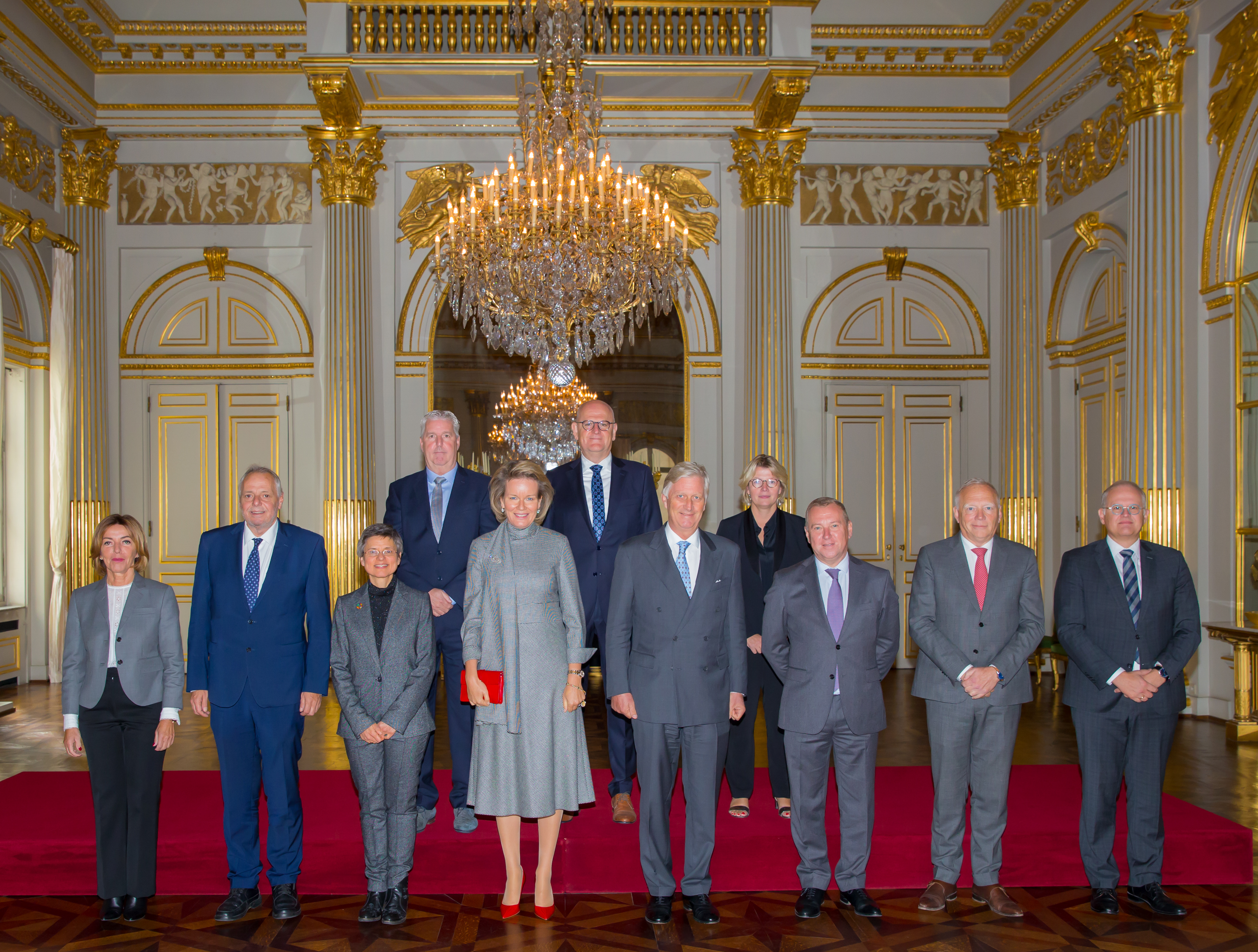
De Koning en Koningin met de Provinciale Gouverneurs

Sophie Lavaux (27 mei 1975) is sinds 15 juli 2021 directeur-generaal van Brussel Preventie en Veiligheid (BPV) en sinds 26 juli 2021 hoge ambtenaar van de Brusselse Agglomeratie. Brussels Prevention and Security (BPS) heeft zijn naam veranderd in safe.brussels.

## Biografie
Sophie Lavaux behaalde een diploma criminologie aan de Université Libre de Bruxelles, een master in overheidsmanagement aan de Ecole de Commerce Solvay, een master in Europese politiek aan de Université de Louvain-la-Neuve, een certificaat in radicalisme en terrorisme aan de Université de Liège en een master in crisismanagement aan de Universiteit Antwerpen.
Ze begon haar carrière als politiek analiste bij de Staatsveiligheid. Daarna werkte ze het grootste deel van haar carrière bij het Nationaal Crisiscentrum. De laatste jaren bekleedde zij de functie van operationeel directeur.
Zij is sinds juni 2021 directeur-generaal van Brussel Preventie en Veiligheid (BPV) en hoge ambtenaar. Deze dubbele functie is op 17 juni 2022 door het Brussels Parlement goedgekeurd.
In het Brussels Hoofdstedelijk Gewest is de functie van gouverneur sinds de zesde staatshervorming opgesplitst in twee functies: de functie van hoge ambtenaar voor de bevoegdheden inzake crisisbeheer en noodplanning en de functie van minister-president voor de bevoegdheden inzake openbare orde.
In het kader van haar opdracht als hoge ambtenaar heeft zij voor het eerst in het Brussels Hoofdstedelijk Gewest provinciale crisisbeheersingsfase afgekondigd in het kader van het beheer van de toevloed van Oekraïense vluchtelingen.

## Publicaties
- « Guerre en Ukraine et gestion des réfugiés ukrainiens : Bruxelles en gestion de crise humanitaire », LinkedIn, 25 maart 2022.
- « Le Sommet de OTAN de juin 2021 », Blue Minds Blue Connect, september 2021. (In samenwerking met de Eerste Commissaris Dominique Franz)
- « Recente overheidsmaatregelen i.v.m. de foreign fighters », Panopticon, november-december 2017.
- « Recente overheidsmaatregelen i.v.m. de foreign fighters », Panopticon, juli-augustus 2016.
- « Terrorisme : stratégie de l’Union européenne en matière de lutte contre la radicalisation et le recrutement (3e partie) », Vigiles, november 2015.
- « Terrorisme : stratégie de l’Union européenne en matière de lutte contre la radicalisation et le recrutement (2e partie) », Vigiles, augustus 2011.
- « La politique européenne en matière de lutte contre le terrorisme CBRN », Cahiers de droit européen, n°3-4, 2010.
- « Le groupe de travail terrorisme de l’Union européenne », Le Journal de l’Officier de Police, januari 2010. (In samenwerking met Alain Lefèvre).
- « Le mécanisme européen de gestion de crise », Le Journal de l’Officier de Police, januari 2009.
- « Les listes nationales et internationales des organisations terroristes », Revue de Droit Pénal et de Criminologie, juillet-août 2008 (In samenwerking met Piet Pieters)
- « Terrorisme : stratégie de l’Union européenne en matière de lutte contre la radicalisation et le recrutement » (1re partie), Vigiles, november 2007.
- « L’Europe face au terrorisme », Le Journal de l’Officier de Police, juni 2007.